# Petelia olivata
Petelia olivata är en fjärilsart som beskrevs av Max Joseph Bastelberger 1909. Petelia olivata ingår i släktet Petelia och familjen mätare. Inga underarter finns listade i Catalogue of Life.